# Хиляда и една нощ
„Приказки от хиляда и една нощ“ (на арабски: كتاب ألف ليلة وليلة; на персийски: هزار و یک شب), известни също като „Приказки на Шехерезада“, е сборник от народни приказки от Близкия изток и Южна Азия, съставен на арабски език през Златния век на исляма.
В съвременния си вид сборникът се формира в продължение на много столетия с приноса на множество автори, преводачи и учени от Западна, Централна и Южна Азия, както и Северна Африка, а корените на самите приказки могат да бъдат проследени до древната и средновековна арабска, персийска, индийска, египетска и месопотамска литература и фолклор. Много от тях се появяват като народни приказки по времето на Халифата, докато други, най-вече рамковият разказ, вероятно са заимствани от персийския сборник „Хиляда приказки“ (هزار افسان), който от своя страна включва индийски елементи. Въпреки че най-старият запазен арабски ръкопис на „Хиляда и една нощ“ е от 14 век, учените обикновено отнасят появата на сборника към 9 век.
Общото за всички варианти и издания на „Хиляда и една нощ“ е първоначалният рамков разказ за владетеля Шахриар и неговата съпруга Шехерезада, принудена да разказва всяка нощ нови и нови приказки. Общият брой на нощите и приказките в различните варианти на сборника е от няколкостотин до повече от хиляда. Някои от най-известните приказки от „Хиляда и една нощ“, като „Аладин и вълшебната лампа“, „Али Баба и четиридесетте разбойника“ и „Пътешествията на Синдбад Мореплавателя“, въпреки че вероятно са автентични близкоизточни народни приказки, не са част от оригиналните арабските версии на сборника, а са добавени по-късно в него от Антоан Галан, след като ги чува от сирийката Хана Диаб при посещението ѝ в Париж.
На български език са превеждани от Светослав Минков като „Хиляда и една нощ“ (1957) и „Приказки на Шехеразада“ (1959, 1961, 1963, 1972, 1976 година).

### Героични приказки
Към групата на героичните приказки се отнасят фантастичните повести, вероятно съставляващи най-древното ядро на „1001 нощи“, а също и дълги рицарски романи с епически характер. Стилът на тези повести е тържествен и малко мрачен. В някои от тях присъства дидактическата тенденция. В литературно отношение героичните истории са по-внимателно обработени от другите. В същото време, поетични вложки – в по-голямата си част цитати от класически арабски поети, изобилстват. Главни действащи лица обикновено са царете и техните благородници. Към тях спадат „Приказка за един цар, неговия син, седемте везири и неволницата“, „Приказка за Синдбад Мореплавателя“, „Бадр Басим и Джаухар“, „Приказката за крал Омар ибн-ан-Нуман“, „Приказка на Абул Хасан ад-Даррадж за Абу Джаафар прокажения“ и други.

### Приключенски приказки
Други настроения възникват в „приключенските“ романи, вероятно родени в средите на търговците и мореплавателите. Царете и султаните се появяват в тях не като същества от по-висок ранг, а като най-обикновени хора, любим владетел е Харун ал-Рашид, който управлява в периода 786 – 809 г., което е значително по-рано от появяването на окончателната форма на приказките на Шехерезада. Поради това споменаването на халифа и неговата столица Багдад не могат да служат за основа при датирането на „1001 нощи“. Истинският Харун ал-Рашид много малко прилича на доброжелателния и щедър монарх от „1001 нощи“, а приказките, в които той участва, съдейки по техния език, стил, и битови подробности, могат да възникнат само в Египет. По съдържанието си, повечето от „приключенските“ приказки са типични градски басни, фаблио. Това са най-често любовни истории, герои, които са богати търговци, почти винаги обречени да бъдат пасивни изпълнители на лукавите планове на техните любовници. Последният в приказките от този тип, обикновено играе водеща роля – особеност, която рязко отличава „приключенските“ приказки от „героичните“. Типични за тази група приказки са: „Повест за Абу ал-Хасан от Оман“, „Абу ал-Хасан Хорасанец“, „Нима и Нуби“, „Аладин и вълшебната лампа“.
Приказката за „Аладин и вълшебната лампа“ е публикувана в поредицата „Библиотека на световната литература“. Научните дискусии за произхода на тази популярна приказка продължават и до днес, тъй като тя, подобно на историите за пътуванията на Синдбад, не присъства нито в арабските ръкописи на сборника, нито в изданията на сборника на арабски. Това показва, че приказката за вълшебната лампа първоначално не е включена в оригиналната версия на „Хиляда и една нощ“. Нещо повече, за първи път е публикувана в изданието на Галан, а филологическият анализ на текста му показва съмнителна причастност към арабската традиция, когато изследователите от 19 век проследяват устойчиви паралели с приказките на Европа.

### Истории за мошеници
Историите за дребни мошеници рисуват живота на градските бедняци правдиво. Героите им са обикновено ловки мошеници – както мъже, така и жени – така например безсмъртните в арабската приказна литература Али Зейбак и Далила Хитруша. В тези приказки няма и следа от уважение към висшето съсловие, дори тъкмо обратното – тези приказки се отнасят с насмешка не само към представителите на властта, но също така и към духовните лица. Езикът им е близък до разговорния. Части от стихотворения, непонятни за неизкушените от литературата читатели, почти няма. Героите в тези приказки се отличават с мъжество и предприемчивост и са в поразителен контраст с изнежените от живот в харемите и безделието герои от приключенските приказки.
Към тях се отнасят прекрасната история за Матуф Обущаря и приказката за халифа рибар, които по принцип стоят на границата между приключенски и мошенически тип. Отделно в „1001 нощи“ са приказните цикли: „Пътешествията на Синбад“, „Сайф-ал-Мулук“ и „Седемте везири“. Тези разкази са влезли в сборника вероятно по други пътища и са включени в него по-късно. „Али Баба и четиридесетте разбойници“ също може да се отнесе към този тип приказки. Някои считат че е добавена по-късно, вероятно разказана на Галан от маронитски разказвач в Халеб. Други обаче считат, че е част от оригиналния арабски сборник.
Приблизително до 18 век, приказките на Халима (заедно с еротичните книги) са считани от църквата за вредни за добрите нрави и вярата. В Европа за първи път цикъла получава известност благодарение на непълния превод на французина Антоан Галан (издаден през 1704 – 1717 г.).

## История

### Влияния
Въпросът за възникването и развитието на „Хиляда и една нощ“ не е напълно изяснен и до днес. Опитите за търсене на прародината на тази колекция в Индия, направени от нейните първи изследователи, не получава достатъчно потвърждение. Произходът на приказките от „Хиляда и една нощ“ може да бъде проследен в арабския, египетския, персийския, индийския и еврейския фолклор. Тези разкази вероятно съществуват дълго преди да бъдат събрани и обединени в един сборник. Той се оформя дълго време от множество преписвачи, разказвачи на приказки и учени и през 15 век се доближава до днешния си вид, като в него се разграничават ясно три отделни пласта:
1. Персийски приказки, повлияни от индийския фолклор и адаптирани на арабски през 10 век
2. Разкази, записани в Багдад през 10 век
3. Средновековен египетски фолклор

Индийските елементи включват няколко разказа за животни, в които личи влиянието на древните санскритски басни и най-вече на „Панчатантра“ и „Ветала Панчавимсати“. „Приказка за бика и магарето“ и „Приказка за търговеца и неговата жена“ са част от рамковия разказ, както на „Хиляда и една нощ“, така и на „Джатаки“, сборник от 547 будистки нравоучителни истории.
Влиянието на багдадския фолклор се проявява в приказките за абасидските халифи, а това на египетския – в приказки като „Маруф Обущаря“. В някои разкази се откриват и по-ранни влияния – от предислямския период на Арабския полуостров („Ирам със стълбовете“) или дори мотиви от месопотамския „Епос за Гилгамеш“. Първите писмени сведения за арабската колекция от приказки, наречена „Хиляда нощи“ или „Хиляда и една нощ“, се споменават в произведенията на багдадски писатели от 10 век. Тези автори пишат за сборника като отдавна и добре познато произведение. Някои изследователи отбелязват също възможни древногръцки влияния.
Има основателна причина да се предположи, че първите редактори на текста на приказките са били професионални разказвачи, които заимстват своя материал директно от устни източници. Приказките са записвани под диктовка на разказвачи от книжари, които се опитват да задоволят търсенето на ръкописите на „Хиляда и една нощ“. Сборникът не е дело на един автор. Части от този удивителен сборник са събирани, обработвани и редактирани в продължение на много векове и едва през 16 – 17 век кодът най-накрая се оформя във вида, в който е известен на съвременния читател. Това не е просто колекция от арабски приказки. Много народи на Изтока участват в създаването, въпреки че окончателния си вид придобива на арабски език и твърдо влиза в историята на арабската народна литература.

### Арабски печатни издания
Първото печатно арабско издание на „Хиляда и една нощ“ е публикувано през 1775 г. То съдържа египетска версия на „Нощите“, известна като „ZER“ (Египетска версия на Зотенберг) и 200 приказки. Не е оцеляло копие от това издание, но то е в основата на издание от 1835 г. на Булак, публикувано от египетското правителство. След това „Нощите“ са отпечатани на арабски в два тома в Калкута от Британската източноиндийска компания през 1814 – 1818 г. Всеки том съдържа по сто приказки.
Скоро след това пруският учен Кристиан Максимилиан Хабихт си сътрудничи с тунизиеца Мордекай ибн ал-Наджар, за да създаде издание, съдържащо „1001 нощи“ както в оригиналния арабски вариант, така и в немски превод, първоначално в поредица от осем тома, публикувани във Вроцлав през 1825 – 1838 г. Следват още четири тома през 1842 – 1843 г. Тези две издания повлияват на следващото издание, четиритомно издание, също от Калкута. Твърди се, че се основава на по-стар египетски ръкопис (който никога не е открит).
Скорошно издание, което се връща към сирийската редакция, е издание, базирано на сирийския ръкопис от четиринадесети или петнадесети век в Националната библиотека, първоначално използван от Галанд. Това издание, известно като Лайденския текст, е съставено на арабски от Мухсин Махди (1984 – 1994 г.). Махди твърди, че тази версия е най-ранната съществуваща (възглед, който е широко приет днес) и че тя отразява най-точно „окончателния“ съгласуван текст, предшественик на всички останали, за които той вярва, че са съществували през периода на мамелюците (възглед, който остава спорен). Все пак дори учени, които отричат изключителния статут на тази версия на „единствените истински арабски нощи“, я признават за най-добрия източник за оригиналния стил и езикова форма на средновековната творба.
През 1997 г. се появява още едно арабско издание, съдържащо разкази от арабските нощи, преписани от ръкопис от седемнадесети век на египетския диалект на арабски.

### Преводи
Първата европейска версия (1704 – 1717 г.) е преведена на френски от Антоан Галан от арабски текст на сирийската редакция и други източници. Този 12-томен труд, Les Mille et une nuits, contes arabes traduits en français („Хиляда и една нощ, арабски истории, преведени на френски“), включва истории, които не са в оригиналния арабски ръкопис. „Лампата на Аладин“ и „Али Баба и четиридесетте разбойници“ (както и няколко други по-малко известни приказки) се появяват първо в превода на Галан и не могат да бъдат намерени в нито един от оригиналните ръкописи. Той пише, че ги чува от християнската маронитска разказвачка Хана Диаб по време на посещението ѝ в Париж. Версията на Галан е изключително популярна в цяла Европа.
Тъй като учените търсят предполагаемата „пълна“ и „оригинална“ форма на „Хиляда и една нощ“, те естествено се обръщат към по-обемните текстове на египетската преработка, които скоро започват да се разглеждат като „стандартна версия“. Първите преводи от този вид, като този на Едуард Лейн (1840, 1859), са преработени. Направени са несъкратени и неизчистени преводи, първо от Джон Пейн, под заглавието „Книгата на хилядата и една нощ“ (1882 г., девет тома), а след това от сър Ричард Франсис Бъртън, озаглавена „Книгата на хилядата и една нощ“ (1885, десет тома) – според някои оценки последният е частично базиран на първия, което води до обвинения в плагиатство.
С оглед на сексуалните образи в изходните текстове (които Бъртън подчертава още повече, особено чрез добавяне на обширни бележки под линия и приложения относно ориенталските сексуални нрави) и строгите викториански закони за нецензурни материали, и двата превода са отпечатани като частни издания само за абонати, вместо да са публикувани по обичайния начин. Оригиналните 10 тома на Бъртън са последвани от още шест (седем в Багдадското издание и може би други), озаглавени „Допълнителните нощи към Хилядата и една нощ“, които са отпечатани между 1886 и 1888 г. Въпреки това е критикуван за „архаичен език и екстравагантен идиом“ и „обсесивно съсредоточаване върху сексуалността“.
По-късните версии на „Нощите“ включват тази на френския лекар Мардрю, издадена от 1898 до 1904 г. Тя е преведена на английски от Пауис Матърс и е издадена през 1923 г. Подобно на текстовете на Пейн и Бъртън, тя се основава на египетската редакция и запазва еротичния материал, който наистина го разширява, но е критикуван за неточност.
Изданието на Мухсин Махди от Лайден от 1984 г., базирано на ръкописа на Галан, е преведено на английски от Хюсейн Хадауи (1990 г.). Този превод е оценен като „много четим“ и „силно препоръчван за всеки, който желае да опита автентичния вкус на тези приказки.“ Допълнителен втори том на „Арабските нощи“, преведен от Хадауи, съставен от популярни приказки, които не присъстват в Лайденското издание, е публикувано през 1995 г. И двата тома са основата за еднотомно преиздаване на избрани разкази от преводите на Хадауи.
През 2008 г. е публикуван нов английски превод от Penguin Classics в три тома. Преводът е на Малкълм С. Лайънс и Урсула Лайънс с въведение и анотации от Робърт Ъруин. Това е първият пълен превод на изданието на египетската редакция след този на Бъртън. Той съдържа, в допълнение към стандартния текст на „1001 нощи“, така наречените „истории за сираци“ за Аладин и Али Баба, както и алтернативен завършек на Седмото пътуване на Синдбад в сравнение с оригиналния френски превод на Антоан Галан. Преводът на Лайънс включва цялата поезия (в обикновена прозаична парафраза), но не опит да се възпроизведе на английски вътрешното римуване на някои прозаични части от оригиналния арабски език. Освен това той донякъде опростява и има разфасовки. В този смисъл не е, както се твърди, пълен превод. Нов превод на английски език е публикуван през декември 2021 г., първият дело само на преводач жена, Ясмин Сийл, който премахва по-ранни сексистки и расистки препратки. Новият превод включва всички приказки от Хана Диаб и допълнително включва истории, които досега са пропуснати с участието на женски герои.